# Cẩm cù sậm
Cẩm cù sậm hay hồ hoa sậm (danh pháp: Hoya fusca) là một loài thực vật có hoa trong họ La bố ma. Loài này được Wall. mô tả khoa học đầu tiên năm 1830.

## Phân bố
Ở Việt Nam phân bố ở Tây Nguyên thuộc các tỉnh như Gia Lai, Kon Tum, Đắc Lắc